# Eleven (Khalid)
Eleven è un singolo del cantante statunitense Khalid, pubblicato l'11 gennaio 2020 su etichetta RCA Records.

## Tracce
Testi e musiche di Denis Kosiak, Jamil Chammal, Kaelyn Behr, Khalid Robinson, Khirye Tyler e Simon Rosen.
1. Eleven – 3:26

## Formazione
Musicisti
- Khalid – voce
- Craig David – cori

Produzione
- Digi – produzione
- Simon Says – produzione
- Denis Kosiak – produzione vocale, ingegneria del suono, missaggio
- Ingmar Carlson – ingegneria del suono
- James Keeley – assistenza all'ingegneria del suono
- Dale Becker – mastering
- Jon Castelli – missaggio

## Remix
Il 1º maggio 2020 viene pubblicata una versione remix del brano realizzata con la partecipazione della cantante statunitense Summer Walker.

### Pubblicazione
Il 27 aprile 2020 Khalid ha annunciato il remix tramite il proprio profilo Instagram, rivelandone nell'occasione sia la copertina che la data d'uscita prevista per il venerdì seguente.

### Video musicale
Il video musicale, diretto da Daniel Russell, è stato reso disponibile il 1º maggio 2020 in concomitanza con l'uscita del remix.

### Tracce
1. Eleven (feat. Summer Walker) – 3:26

## Classifiche
| Classifica (2020) | Posizione massima |
| ----------------- | ----------------- |
| Australia         | 48                |
| Canada            | 52                |
| Lituania          | 42                |
| Portogallo        | 112               |
| Regno Unito       | 70                |
| Stati Uniti       | 83                |
| Svezia            | 74                |
| Svizzera          | 71                |